# Vlad Botoș
Vlad Botoș, né le 15 juin 1982 à Arad, est un homme politique roumain, membre de l'Union sauvez la Roumanie (USR).

## Biographie
Il est élu député européen lors des élections européennes de 2019. Il siège au sein du groupe Renew Europe.